# Дмитрово (Радогощинське сільське поселення)
Дмитрово (рос. Дмитрово) — присілок Бокситогорського району Ленінградської області Росії. Входить до складу Радогощинського сільського поселення. Населення — 1 особа (2012 рік).